# Kapori
Ne doit pas être confondu avec Kaponi.
Pour les articles homonymes, voir khp.
Le kapori (ou kapauri) est une langue papoue parlée en Indonésie, dans la province de Papouasie.

## Sociolinguistique
bien que parlé par seulement 200 personnes, le kapori est transmis aux jeunes générations et, de fait, n'est pas une langue menacée.

## Classification
Voorhoeve (1975) classe le kapori dans une famille rassemblant les langues kaure-narau et kosare. Hammarström rejette cette proposition reposant, sur des correspondances dans le vocabulaire qu'une étude de 2006 a montrées comme étant peu nombreuses. Il considère le kapori comme étant une langue isolée.

## Sources
- (en) Harald Hammarström, 2010, The status of the least documented language families in the world, Language Documentation & Conservation 4, pp. 177-212, University of Hawai’i Press.